# Vitis hekouensis
Vitis hekouensis är en vinväxtart som beskrevs av Chao Luang Li. Vitis hekouensis ingår i släktet vinsläktet, och familjen vinväxter. Inga underarter finns listade i Catalogue of Life.